# Diego Ávila
Diego Francisco Ávila Murillo (Cuenca, Ecuador; 15 de noviembre de 1993) es un futbolista ecuatoriano. Juega de delantero y su equipo actual es Libertad Fútbol Club de la Serie A de Ecuador.

## Trayectoria
Se inició como jugador en club El Cuartel.
En el 2010 debuta profesionalmente con el Deportivo Azogues dónde hizo tres goles. En el 2013 paso a El Nacional de la Serie A de Ecuador donde duró un año para después pasar al Olmedo de la Serie B de Ecuador, de allí tuvo un paso  de tres meses por el Estrella Roja de la Segunda Categoría y luego al Espoli también de Segunda Categoría.
En la temporada 2016 sigue en Segunda Categoría pera esta vez en el Deportivo Quito, equipo en cual duro solo seis meses, para después fichar por el Deportivo Cuenca de la Serie A dónde anotó 4 goles en 53 partidos jugados hasta el final de la temporada 2017.
El 2018 pasó al Macará y jugó la Copa Libertadores 2018 y en el mes de agosto del mismo año llegó a la Serie B para jugar en el Clan Juvenil. En el 2019 sigue en Serie B bajo el mando del Atlético Santo Domingo en el que jugó algunos partidos de la Copa Ecuador 2018-19.
En el 2020 obtiene su primera experiencia internacional al ser fichado por el Cibao FC de la Liga Dominicana de Fútbol.
A mediados de 2020 es fichado por el Deportivo Sacachispas de la Liga Nacional de Fútbol de Guatemala. Anotó su primer gol el 10 de marzo en la victoria por 1-2 ante Municipal en condición de visitante.

## Estadísticas

### Clubes
Actualizado al último partido disputado el 3 de agosto de 2025.
| Club                             | Div.          | Temporada     | Liga  | Liga  | Copas nacionales | Copas nacionales | Copas internacionales | Copas internacionales | Total | Total |
| Club                             | Div.          | Temporada     | Part. | Goles | Part.            | Goles            | Part.                 | Goles                 | Part. | Goles |
| -------------------------------- | ------------- | ------------- | ----- | ----- | ---------------- | ---------------- | --------------------- | --------------------- | ----- | ----- |
| El Cuartel · Ecuador             | 3.ª           | 2009          | 7     | 1     | —                | —                | —                     | —                     | 7     | 1     |
| El Cuartel · Ecuador             | Total club    | Total club    | 7     | 1     | 0                | 0                | 0                     | 0                     | 7     | 1     |
| Deportivo Azogues · Ecuador      | 2.ª           | 2010          | 3     | 0     | —                | —                | —                     | —                     | 3     | 0     |
| Deportivo Azogues · Ecuador      | 2.ª           | 2011          | 3     | 0     | —                | —                | —                     | —                     | 3     | 0     |
| Deportivo Azogues · Ecuador      | 2.ª           | 2012          | 23    | 4     | —                | —                | —                     | —                     | 23    | 4     |
| Deportivo Azogues · Ecuador      | 2.ª           | 2013          | 13    | 1     | —                | —                | —                     | —                     | 13    | 1     |
| Deportivo Azogues · Ecuador      | Total club    | Total club    | 42    | 5     | 0                | 0                | 0                     | 0                     | 42    | 5     |
| Olmedo · Ecuador                 | 1.ª           | 2014          | 6     | 0     | —                | —                | —                     | —                     | 6     | 0     |
| Olmedo · Ecuador                 | Total club    | Total club    | 6     | 0     | 0                | 0                | 0                     | 0                     | 6     | 0     |
| Estrella Roja · Ecuador          | 3.ª           | 2015          | 11    | 13    | —                | —                | —                     | —                     | 11    | 13    |
| Estrella Roja · Ecuador          | Total club    | Total club    | 11    | 13    | 0                | 0                | 0                     | 0                     | 11    | 13    |
| Espoli · Ecuador                 | 2.ª           | 2015          | 16    | 2     | —                | —                | —                     | —                     | 16    | 2     |
| Espoli · Ecuador                 | Total club    | Total club    | 16    | 2     | 0                | 0                | 0                     | 0                     | 16    | 2     |
| Deportivo Quito · Ecuador        | 2.ª           | 2016          | 17    | 6     | —                | —                | —                     | —                     | 17    | 6     |
| Deportivo Quito · Ecuador        | Total club    | Total club    | 17    | 6     | 0                | 0                | 0                     | 0                     | 17    | 6     |
| Deportivo Cuenca · Ecuador       | 1.ª           | 2016          | 13    | 2     | —                | —                | —                     | —                     | 13    | 2     |
| Deportivo Cuenca · Ecuador       | 1.ª           | 2017          | 31    | 2     | —                | —                | 1                     | 0                     | 32    | 2     |
| Macará · Ecuador                 | 1.ª           | 2018          | 3     | 0     | —                | —                | 2                     | 0                     | 5     | 0     |
| Macará · Ecuador                 | Total club    | Total club    | 3     | 0     | 0                | 0                | 2                     | 0                     | 5     | 0     |
| Clan Juvenil · Ecuador           | 2.ª           | 2018          | 17    | 3     | —                | —                | —                     | —                     | 17    | 3     |
| Clan Juvenil · Ecuador           | Total club    | Total club    | 17    | 3     | 0                | 0                | 0                     | 0                     | 17    | 3     |
| Atlético Santo Domingo · Ecuador | 2.ª           | 2019          | 11    | 0     | 1                | 0                | —                     | —                     | 12    | 0     |
| Atlético Santo Domingo · Ecuador | Total club    | Total club    | 11    | 0     | 1                | 0                | 0                     | 0                     | 12    | 0     |
| Sacachispas · Guatemala          | 1.ª           | 2020-21       | 27    | 9     | —                | —                | —                     | —                     | 27    | 9     |
| Sacachispas · Guatemala          | Total club    | Total club    | 27    | 9     | 0                | 0                | 0                     | 0                     | 27    | 9     |
| Deportivo Malacateco · Guatemala | 1.ª           | 2021-22       | 7     | 4     | —                | —                | —                     | —                     | 7     | 4     |
| Deportivo Malacateco · Guatemala | Total club    | Total club    | 7     | 4     | 0                | 0                | 0                     | 0                     | 7     | 4     |
| Gualaceo S. C. · Ecuador         | 1.ª           | 2022          | 14    | 4     | 1                | 0                | —                     | —                     | 15    | 4     |
| Gualaceo S. C. · Ecuador         | Total club    | Total club    | 14    | 4     | 1                | 0                | 0                     | 0                     | 15    | 4     |
| Deportivo Cuenca · Ecuador       | 1.ª           | 2023          | 14    | 2     | —                | —                | 0                     | 0                     | 14    | 2     |
| Deportivo Cuenca · Ecuador       | Total club    | Total club    | 58    | 6     | 0                | 0                | 1                     | 0                     | 59    | 6     |
| Libertad F. C. · Ecuador         | 1.ª           | 2024          | 23    | 5     | 3                | 1                | —                     | —                     | 26    | 6     |
| Libertad F. C. · Ecuador         | 1.ª           | 2025          | 13    | 4     | 1                | 0                | —                     | —                     | 14    | 4     |
| Libertad F. C. · Ecuador         | Total club    | Total club    | 36    | 9     | 4                | 1                | 0                     | 0                     | 40    | 10    |
| Total carrera                    | Total carrera | Total carrera | 272   | 62    | 6                | 1                | 3                     | 0                     | 281   | 63    |
| 1. 2.                            |               |               |       |       |                  |                  |                       |                       |       |       |

## Palmarés

### Campeonatos nacionales
| Título          | Club                 | Año  |
| --------------- | -------------------- | ---- |
| Torneo Apertura | Deportivo Malacateco | 2021 |